# Quentin Bell
Quentin Claudian Stephen Bell (* 19. August 1910 in London; † 16. Dezember 1996 in Firle, Sussex) war ein britischer Kunsthistoriker, Kunstkritiker, Maler, Keramiker und Schriftsteller.

## Leben
Bell war der Sohn von Clive Bell und Vanessa Bell, geborene Stephen, und der Neffe von Virginia Woolf. Bells Biografie seiner berühmten Tante, Virginia Woolf: A Biography, zwei Bände (London: Hogarth Press, 1972), gewann nicht nur den „James Tait Black Memorial Prize“, sondern auch den „Duff Cooper Prize“ und den „Yorkshire Post Book of the Year Award“. Er schrieb verschiedene Bücher über die Bloomsbury Group und Charleston Farmhouse.
Er lehrte Kunstgeschichte am King’s College, University of Durham (Newcastle University ab 1963) von 1952 bis 1959. Dann war er Professor an der Leeds University. 1964 lehrte er an der Oxford University und 1965 an der Hull University. Er war Professor für Kunstgeschichte und -theorie an der University of Sussex von 1967 bis 1975.

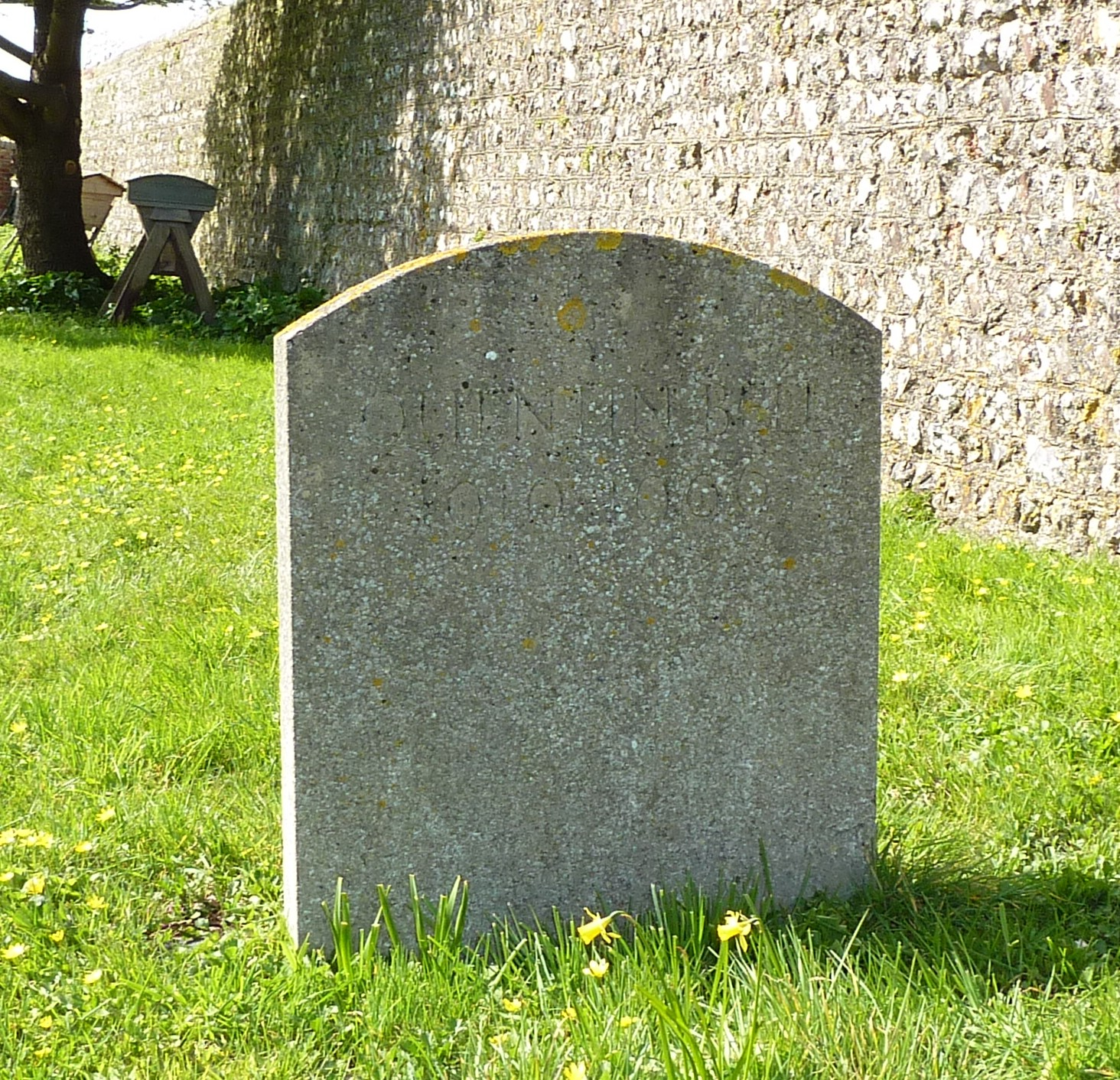
Grabstein auf dem Friedhof von St. Peter’s Church

Bell war mit (Anne) Olivier Bell, geborene Popham, verheiratet. Sie hatten drei Kinder: Julian Bell, Maler und Kunstkritiker, Cressida Bell, eine bekannte Textildesignerin, und Virginia Bell, die Autorin von Among the Bohemians und Singled Out. Sein älterer Bruder war der Dichter Julian Bell. Die Schriftstellerin Angelica Garnett war seine Halbschwester. Nach dem Tod von Leonard Woolf (1880–1969) erbten Quentin Bell und Angelica Garnett Virginia Woolfs literarisches Vermächtnis.
Quentin Bell liegt begraben auf dem Friedhof von St. Peter’s Church, West Firle, East Sussex.